# Przysięga antymodernistyczna
Przysięga antymodernistyczna – dokument wydany przez papieża Piusa X 1 września 1910. Obowiązkowo wygłaszana przez wszystkich księży, biskupów przed uzyskaniem święceń oraz przez nauczycieli religii i nauczycieli akademickich w seminariach duchownych. Przysięga została wydana, aby zapobiec rozprzestrzenieniu się modernistycznych tendencji, rozkładu w Kościele katolickim oraz by jasno wyłożyć katolicką doktrynę wobec tychże tendencji.
Przysięga została zniesiona przez papieża Pawła VI w 1967 roku.